# Định lượng duy nhất
Trong toán học và logic, cụm từ "có một và chỉ một" được sử dụng để mô tả việc có một và duy nhất một đối tượng thỏa mãn một tính chất nhất định nào đó (có một, và không có nhiều hơn). Trong logic toán học, loại định lượng này được gọi là định lượng duy nhất hoặc định lượng duy nhất hiện hữu. Định lượng duy nhất thường được biểu thị bằng các ký hiệu "∃!" hoặc "∃=1". Ví dụ:
{\displaystyle \exists !n\in \mathbb {N} \,(n-2=4)}
đọc là "có một (và chỉ một) số tự nhiên n sao cho n - 2 = 4".

## Chứng minh tính duy nhất
Phương pháp hay sử dụng nhất để chứng minh sự tồn tại duy nhất là trước tiên chứng minh sự tồn tại của vật thể với điều kiện mong muốn; sau đó, giả sử có tồn tại hai vật thể (gọi là a và b) mà cả hai đều thỏa mãn điều kiện trên, rồi suy luận lôgíc ra sự bình nhau giữa chúng, tức là a = b.
Một ví dụ đơn giản, để cho thấy rằng x + 2 = 5 có chính xác một nghiệm, đầu tiên ta chứng minh rằng tồn tại ít nhất một nghiệm, cụ thể là 3; thật vậy, ta chỉ cần tính
{\displaystyle 3+2=5.}
Bây giờ chúng ta giả định rằng có hai nghiệm, cụ thể là a và b , thỏa mãn x  + 2 = 5. Như vậy
{\displaystyle a+2=5{\text{ và }}b+2=5.}
Do tính bắc cầu của dấu bằng,
{\displaystyle a+2=b+2.}
Do tính giản ước,
{\displaystyle a=b.}
Ví dụ đơn giản này cho thấy làm thế nào để thực hiện một chứng minh về tính duy nhất, kết quả mong muốn là sự bằng nhau của hai số cùng đáp ứng điều kiện.
Cả sự tồn tại và tính duy nhất đều phải được chứng minh, để kết luận rằng có chính xác một nghiệm.
Một cách khác để chứng minh tính duy nhất là chứng minh có tồn tại một giá trị {\displaystyle a} đáp ứng các điều kiện, và sau đó chứng minh rằng, với mọi {\displaystyle x}, {\displaystyle x} đáp ứng điều kiện trên với ngụ ý {\displaystyle x=a}.

## Tổng quát
Một khái quát hoá về định lượng duy nhất là định lượng đếm hoặc định lượng số. Nó bao gồm các khẳng định có dạng "tồn tại chính xác k vật sao cho ..." cũng như "tồn tại vô số vật sao cho..." và "chỉ tồn tại một số hữu hạn vật sao cho...". Khẳng định thuộc dạng đầu tiên có thể được thể hiện bằng cách sử dụng các lượng từ logic thông thường, nhưng các khẳng định thuộc hai dạng sau không thể diễn đạt theo logic bậc nhất thông thường.
Tính duy nhất phụ thuộc vào dấu bằng. Nới lỏng điều kiện này, ta có thể có định lượng duy nhất xê xích một quan hệ tương đương (trong ngôn ngữ này, tính duy nhất thông thường có thể được gọi là "duy nhất xê xích một dấu bằng"). Nhiều khái niệm trong lý thuyết phạm trù được định nghĩa duy nhất xê xích một đẳng cấu.